# .dm
.dm е интернет домейн от първо ниво за Доминика. Регистрираните на второ ниво на домейна .dm domain взимат кореспондиращи имена от трето ниво вътре в .com.dm, .net.dm, и .org.dm. Няма ограничения за това, кой се регистрира с тези имена, но не са често използвани. Администрира се от DotDM Corporation. Представен е през 1991 г.